# Pentasteron
Pentasteron – rodzaj pająków z rodziny lenikowatych.
Rodzaj i wszystkie znane gatunki opisały w 2001 roku Barbara Baehr i Rudy Jocqué, wyznaczając gatunkiem typowym P. simplex.
Pająki te osiągają 3–7 mm długości ciała. Ubarwione są w odcieniach brązu z jaśniejszymi odnóżami z wyjątkiem ciemnych krętarzy i kontrastowo białych lub ciemnobrązowych ud. Na oskórku widoczne delikatne granulowanie. Karapaks płaski, najszerszy na wysokości bioder drugiej pary, wyposażony w 3 rzędy oczu, z których pierwszy tworzy tylko para przednio-środkowa, a trzeci tylko tylno-boczna. Szczękoczułki bez ząbków. Położona przednio-środkowo scopula występuje na dość długich gnathocoxae. Na owalnej opistosomie stożeczek zachowany jako grupka szczecinek, a przetchlinki ukryte pod płatami oskórka. Przednie kądziołki przędne krótkie i stożkowate, zaś środkowe i tylne zachowane tylko u samicy i u nich bardzo krótkie. Na goleniach nogogłaszczków samców głęboka tylno-boczna wklęsłość łączy się z wklęsłością u nasady cymbium. Nasieniowód przechodzi przez szeroką nasadę tegulum i uchodzi na zakrzywionym wierzchołku apofizy środkowej. Nogogłaszczki samicy z delikatnie ząbkowanymi pazurkami.
Wszystkie gatunki są endemitami Australii.
Należy tu 8 gatunków:
- Pentasteron intermedium Baehr & Jocqué, 2001
- Pentasteron isobelae Baehr & Jocqué, 2001
- Pentasteron oscitans Baehr & Jocqué, 2001
- Pentasteron parasimplex Baehr & Jocqué, 2001
- Pentasteron securifer Baehr & Jocqué, 2001
- Pentasteron simplex Baehr & Jocqué, 2001
- Pentasteron sordidum Baehr & Jocqué, 2001
- Pentasteron storosoides Baehr & Jocqué, 2001